# 18635 Frouard
18635 Frouard (1998 EX1) là một tiểu hành tinh vành đai chính được phát hiện ngày 2 tháng 3 năm 1998 bởi Khảo sát tiểu hành tinh OCA-DLR ở Caussols. Nó được đặt theo tên the town thuộc Frouard ở Lorraine, France.